# Pachychernes tamaulipensis
Pachychernes tamaulipensis är en spindeldjursart som beskrevs av Villegas-Guzman och Pérez 2007. Pachychernes tamaulipensis ingår i släktet Pachychernes och familjen blindklokrypare. Inga underarter finns listade i Catalogue of Life.